# Polska na Zimowych Światowych Wojskowych Igrzyskach Sportowych 2010
Polska na Zimowych Światowych Wojskowych Igrzyskach Sportowych 2010 – reprezentacja Polski podczas zimowych igrzysk wojskowych liczyła 8 żołnierzy (w tym 4 kobiet i 4 mężczyzn).
Multidyscyplinarne zawody dla sportowców-żołnierzy organizowane przez Międzynarodową Radą Sportu Wojskowego (CISM), które odbyły się we włoskim regionie Dolina Aosty w okresie od 20 do 25 marca 2010 roku. Polskę reprezentowali tylko biathloniści (kobiety i mężczyźni), którzy rywalizowali w dwóch dyscyplinach sportowych w biathlonie oraz w patrolu wojskowym. Byli zgłoszeni do biegów (zarówno kobiety i jak i mężczyźni) w cross-country, ale nie wystartowali w tej dyscyplinie sportu.

## Zdobyte medale
Reprezentanci Polski zdobyli ogółem 3 medale (2 złote oraz 1 brązowy). Pierwszą Polską złotą medalistką (w dodatku podwójną) zimowych igrzysk wojskowych została Krystyna Pałka w biatlonowym sprincie na dystansie 7,5 km (indywidualnie i drużynowo).
| Medal | Zawodnik | Dyscyplina      | Konkurencja                   | Rezultat  | Data     |
| ----- | --- | --------------- | ----------------------------- | --------- | -------- |
| Złoto | Krystyna Pałka | Biathlon        | sprint 7,5 km - indywidualnie | 22:59,3   | 22 marca |
| Złoto | Krystyna Pałka – (1. m. indywidualnie - 22:59,3) Magdalena Gwizdoń – (9. - 23:45,8) Paulina Bobak (15. - 24:17,2) Karolina Pitoń – (20. - 24:47,2) | Biathlon        | sprint 7,5 km - drużynowo     | 1:11:02,3 | 22 marca |
| Brąz  | Krystyna Pałka Magdalena Gwizdoń Paulina Bobak Karolina Pitoń                                                                                      | Patrol wojskowy | patrol drużynowy 15 km        | 43:01,4   | 25 marca |

### Podział medali wg dyscyplin
| 1 | Biathlon        | 2 | 2 | 0 | 0 | 0 | 0 | 0 | 2 | 0 | 0 |
| 2 | Patrol wojskowy | 1 | 0 | 0 | 1 | 0 | 0 | 0 | 0 | 0 | 1 |
|   | Ogółem          | 3 | 2 | 0 | 1 | 0 | 0 | 0 | 2 | 0 | 1 |

### Polscy multimedaliści na zimowych igrzyskach wojskowych 2010
W sumie 4 polskich sportowców na zimowych igrzyskach wojskowych zdobyło co najmniej dwa medale, w tym 1 złoty.
| Zawodnik / Zawodniczka | Dyscyplina (y)             | Medale |
| Krystyna Pałka         | Biathlon i patrol wojskowy |        |
| Paulina Bobak          | Biathlon i patrol wojskowy |        |
| Magdalena Gwizdoń      | Biathlon i patrol wojskowy |        |
| Karolina Pitoń         | Biathlon i patrol wojskowy |        |

## Skład reprezentacji

### Biathlon
Polskę w zimowych igrzyskach wojskowych reprezentowało czterech biathlonistów i cztery biathlonistki.

#### Kobiety
- Krystyna Pałka
- Paulina Bobak
- Magdalena Gwizdoń
- Karolina Pitoń

| Konkurencja                 | Zawodniczka       | Strzelanie | Czas      | Strata | Miejsce |
| --------------------------- | ----------------- | ---------- | --------- | ------ | ------- |
| Sprint indywidualnie 7,5 km |                   |            |           |        |         |
| Krystyna Pałka              | 0 (0+0)           | 22:59,3    | 0,0       | 01 !   |         |
| Magdalena Gwizdoń           | 1 (0+1)           | 23:45,8    | +46,5     | 9.     |         |
| Paulina Bobak               | 1 (0+1)           | 24:17,2    | +1:17,9   | 15.    |         |
| Karolina Pitoń              | 1 (0+1)           | 24:47,2    | +1:47,9   | 20.    |         |
| Sprint drużynowo 7,5 km     | Krystyna Pałka    | 2 (0+2)    | 1:11:02,3 | 0,0    | 01 !    |
| Sprint drużynowo 7,5 km     | Magdalena Gwizdoń | 2 (0+2)    | 1:11:02,3 | 0,0    | 01 !    |
| Sprint drużynowo 7,5 km     | Paulina Bobak     | 2 (0+2)    | 1:11:02,3 | 0,0    | 01 !    |
| Sprint drużynowo 7,5 km     | Karolina Pitoń    | 2 (0+2)    | 1:11:02,3 | 0,0    | 01 !    |

#### Mężczyźni
- Mirosław Kobus
- Adam Kwak
- Krzysztof Pływaczyk
- Łukasz Szczurek

| Konkurencja                | Zawodnik            | Strzelanie | Czas      | Strata  | Miejsce |
| -------------------------- | ------------------- | ---------- | --------- | ------- | ------- |
| Sprint indywidualnie 10 km |                     |            |           |         |         |
| Mirosław Kobus             | 0 (0+0)             | 30:46,5    | +1:18,8   | 18.     |         |
| Krzysztof Pływaczyk        | 1 (0+1)             | 31:57,9    | +2:30,2   | 36.     |         |
| Łukasz Szczurek            | 3 (1+2)             | 32:50,0    | +3:22,3   | 44.     |         |
| Adam Kwak                  | 3 (0+3)             | 33:53,9    | +4:26,2   | 51.     |         |
| Sprint drużynowo 10 km     | Mirosław Kobus      | 4 (1+3)    | 1:35:34,4 | +5:59,6 | 9.      |
| Sprint drużynowo 10 km     | Krzysztof Pływaczyk | 4 (1+3)    | 1:35:34,4 | +5:59,6 | 9.      |
| Sprint drużynowo 10 km     | Łukasz Szczurek     | 4 (1+3)    | 1:35:34,4 | +5:59,6 | 9.      |
| Sprint drużynowo 10 km     | Adam Kwak           | 4 (1+3)    | 1:35:34,4 | +5:59,6 | 9.      |

### Patrol wojskowy
Polskę w zimowych igrzyskach wojskowych reprezentowało czterech zawodników i cztery zawodniczki.

#### Kobiety
- Krystyna Pałka
- Paulina Bobak
- Magdalena Gwizdoń
- Karolina Pitoń

| Konkurencja            | Zawodniczka       | Czas    | Rundy karne | Strata | Miejsce |
| ---------------------- | ----------------- | ------- | ----------- | ------ | ------- |
| Patrol drużynowo 15 km | Krystyna Pałka    | 43:01,4 | 0           | +17,8  | 01 !    |
| Patrol drużynowo 15 km | Magdalena Gwizdoń | 43:01,4 | 0           | +17,8  | 01 !    |
| Patrol drużynowo 15 km | Paulina Bobak     | 43:01,4 | 0           | +17,8  | 01 !    |
| Patrol drużynowo 15 km | Karolina Pitoń    | 43:01,4 | 0           | +17,8  | 01 !    |

#### Mężczyźni
- Mirosław Kobus
- Adam Kwak
- Krzysztof Pływaczyk
- Łukasz Szczurek

| Konkurencja            | Zawodnik            | Czas       | Rundy karne | Strata  | Miejsce |
| ---------------------- | ------------------- | ---------- | ----------- | ------- | ------- |
| Patrol drużynowo 25 km | Mirosław Kobus      | +1ː09:40,7 | 1           | +5:30,8 | 8.      |
| Patrol drużynowo 25 km | Krzysztof Pływaczyk | +1ː09:40,7 | 1           | +5:30,8 | 8.      |
| Patrol drużynowo 25 km | Łukasz Szczurek     | +1ː09:40,7 | 1           | +5:30,8 | 8.      |
| Patrol drużynowo 25 km | Adam Kwak           | +1ː09:40,7 | 1           | +5:30,8 | 8.      |

### Cross-country
Do zawodów zgłoszonych było czterech zawodników i cztery zawodniczki, lecz nie stanęli na starcie.

#### Kobiety
- Krystyna Pałka
- Paulina Bobak
- Magdalena Gwizdoń
- Karolina Pitoń

| Konkurencja        | Zawodniczka       | Czas | Strata | Miejsce |
| ------------------ | ----------------- | ---- | ------ | ------- |
| 10 km st. dowolnym | Krystyna Pałka    | DNS  | DNS    | DNS     |
| 10 km st. dowolnym | Magdalena Gwizdoń | DNS  | DNS    | DNS     |
| 10 km st. dowolnym | Paulina Bobak     | DNS  | DNS    | DNS     |
| 10 km st. dowolnym | Karolina Pitoń    | DNS  | DNS    | DNS     |

#### Mężczyźni
- Mirosław Kobus
- Adam Kwak
- Krzysztof Pływaczyk
- Łukasz Szczurek

| Konkurencja        | Zawodnik            | Czas | Strata | Miejsce |
| ------------------ | ------------------- | ---- | ------ | ------- |
| 15 km st. dowolnym | Mirosław Kobus      | DNS  | DNS    | DNS     |
| 15 km st. dowolnym | Krzysztof Pływaczyk | DNS  | DNS    | DNS     |
| 15 km st. dowolnym | Łukasz Szczurek     | DNS  | DNS    | DNS     |
| 15 km st. dowolnym | Adam Kwak           | DNS  | DNS    | DNS     |
| 15 km drużynowo    | Mirosław Kobus      | DNS  | DNS    | DNS     |
| 15 km drużynowo    | Krzysztof Pływaczyk | DNS  | DNS    | DNS     |
| 15 km drużynowo    | Łukasz Szczurek     | DNS  | DNS    | DNS     |
| 15 km drużynowo    | Adam Kwak           | DNS  | DNS    | DNS     |

## Przebieg zawodów
W poniższym kalendarzu Zimowych Światowych Wojskowych Igrzysk Sportowych 2010 zaprezentowano dni, w których rozdane zostały medale w danej zimowej dyscyplinie sportowej (niebieski kolor), rozegrane zostały eliminacje (jasnoniebieski kolor), ceremonia otwarcia i zamknięcia zimowych igrzysk wojskowych (kolor zielony).
Legenda
|  | Ceremonia | E | Eliminacje |  | Finały (rozegrane w danym dniu) |

| Harmonogram zimowych igrzysk wojskowych – Dolina Aosty 2010 | Harmonogram zimowych igrzysk wojskowych – Dolina Aosty 2010 | Harmonogram zimowych igrzysk wojskowych – Dolina Aosty 2010 | Harmonogram zimowych igrzysk wojskowych – Dolina Aosty 2010 | Harmonogram zimowych igrzysk wojskowych – Dolina Aosty 2010 | Harmonogram zimowych igrzysk wojskowych – Dolina Aosty 2010 | Harmonogram zimowych igrzysk wojskowych – Dolina Aosty 2010 | Harmonogram zimowych igrzysk wojskowych – Dolina Aosty 2010 |
| Marzec 2010                                                 | Marzec 2010                                                 | 20 marca                                                    | 21 marca                                                    | 22 marca                                                    | 23 marca                                                    | 24 marca                                                    | 25 marca                                                    |
| ----------------------------------------------------------- | ----------------------------------------------------------- | ----------------------------------------------------------- | ----------------------------------------------------------- | ----------------------------------------------------------- | ----------------------------------------------------------- | ----------------------------------------------------------- | ----------------------------------------------------------- |
| Ceremonia                                                   | Ceremonia                                                   | O                                                           |                                                             |                                                             |                                                             |                                                             | Z                                                           |
| Biathlon                                                    |                                                             |                                                             |                                                             | 4                                                           |                                                             |                                                             |                                                             |
| Cross-country                                               |                                                             |                                                             |                                                             |                                                             |                                                             | 3                                                           |                                                             |
| Narciarski bieg na orientację                               |                                                             |                                                             |                                                             |                                                             | 4                                                           |                                                             |                                                             |
| Narciarstwo alpejskie                                       |                                                             |                                                             | 2                                                           | 2                                                           | 2                                                           | 2                                                           |                                                             |
| Patrol wojskowy                                             |                                                             |                                                             |                                                             |                                                             |                                                             |                                                             | 2                                                           |
| Short track                                                 |                                                             |                                                             |                                                             |                                                             | 2                                                           | 2                                                           |                                                             |
| Wspinaczka sportowa                                         |                                                             |                                                             | E                                                           | 2                                                           |                                                             |                                                             |                                                             |
| Medale                                                      | Medale                                                      |                                                             | 2                                                           | 8                                                           | 8                                                           | 7                                                           | 2                                                           |